# 陳伯英
陳伯英（1582年—？年），字駿于，號紫溟，福建省泉州府晉江縣人，軍籍，明朝政治人物。

## 生平
癸卯福建鄉試三十八名舉人，萬曆三十八年（1610年）庚戌科會試一百八十一名，第二甲第五名進士。禮部觀政，授工部屯田司主事，卒

## 家族
曾祖陳策；祖陳泮；父陳立卿，庠生；母蔡氏。永感下。弟陳應春（同榜進士）。子維駒；維駰。